# Straja (okręg Bacău)
Straja – wieś w Rumunii, w okręgu Bacău, w gminie Asău. W 2011 roku liczyła 1148 mieszkańców.